# Asociación de Federaciones de Fútbol de Azerbaiyán

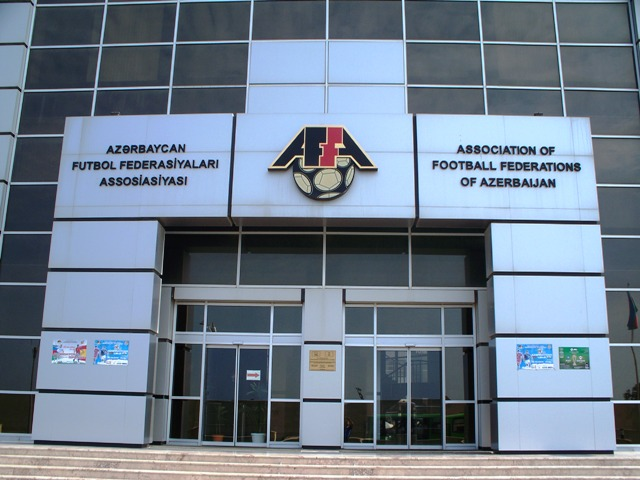
Sede de la AFFA en Bakú.

La Asociación de Federaciones de Fútbol de Azerbaiyán (AFFA) (en azerí: Azərbaycan Futbol Federasiyaları Assosiasiyası (AFFA) (AFFA) es el organismo encargado de la organización del fútbol en Azerbaiyán, con sede en Bakú.
Fue fundada en 1992 y desde ese mismo año está afiliada a la FIFA. En 1994 concretó su afiliación a la UEFA.
Se encarga de la organización de la Liga Premier y la Copa de Azerbaiyán, así como los partidos de la Selección de fútbol de Azerbaiyán en sus distintas categorías.

## Presidentes
Asociación de Federaciones de Fútbol de Azerbaiyán
- Rovnag Abdullayev (15 de marzo de 2008 - presente)
- Elshad Nasirov (1 de noviembre de 2007 - 15 de marzo de 2008)
- Ramiz Mirzayev (29 de diciembre de 2003 - 29 de octubre de 2007)
- Fuad Musayev (1992 - 29 de diciembre de 2003)